# Rivière Lévesque
Pour les articles homonymes, voir Lévesque.
La rivière Lévesque est un affluent de la rive sud du lac Saint-Pierre lequel est traversé vers le nord-est par le fleuve Saint-Laurent. La rivière Lévesque traverse les municipalités de Saint-Elphège, de Pierreville et de Baie-du-Febvre, dans la municipalité régionale de comté (MRC) de Nicolet-Yamaska, dans la région administrative du Centre-du-Québec, au Québec, au Canada.

## Géographie
Les principaux bassins versants voisins de la rivière Lévesque sont :
- côté nord : Lac Saint-Pierre, Fleuve Saint-Laurent ;
- côté est : rivière Colbert, rivière Nicolet, rivière Nicolet Sud-Ouest ;
- côté sud : rivière Saint-François ;
- côté ouest : rivière Saint-François.

La rivière Lévesque tire sa source de ruisseaux agricoles et forestiers, tels le ruisseau Fortunat-Veilleux et la Décharge Bourassa, qui drainent une zone située près de la rive nord-est de la rivière Saint-François.
Le cours de la rivière Lévesque se dirige vers le nord-ouest en parallèle (du côté est) à la rivière Saint-François et en parallèle (du côté ouest) à la rivière Colbert. La rivière Lévesque coule en zones agricoles dans Saint-Elphège, Pierreville et Baie-du-Febvre, en traversant la route 226, le chemin du rang Sainte-Anne, la route 132 et le chemin du rang du Petit-Bois.
La rivière Lévesque se déverse sur la rive sud du lac Saint-Pierre, à l'ouest de la petite baie désignée "Le Fer à Cheval" (zone de halte migratoire des oiseaux) et à l'ouest du village de Baie-du-Febvre.

## Toponymie
Le terme « Lévesque » constitue un patronyme de famille d'origine française.
Le toponyme rivière Lévesque a été officialisé le 5 décembre 1968 à la Commission de toponymie du Québec.